# 科林麥克雷拉力賽：塵埃2
《科林麥克雷拉力賽：塵埃2》是一款賽車的遊戲，是《科林麥克雷拉力賽：塵埃》的後作。本作是一款為了紀念去世的英國拉力賽車手科林·麥克雷而製作的遊戲，此遊戲由EGO Engine引擎開發，今作是在科林麥克雷拉力賽系列中首次在電腦平台支援DirectX 11。此遊戲是由美國舊金山遊戲開發商Codemasters負責製作開發，發行公司也是Codemasters推出。發行時間為2009年，推出登陸平台有電腦、Xbox 360、PLAYSTATION 3、Nintendo DS以及PSP等等。

## 游戏故事
在今次續作《科林麥克雷拉力賽：塵埃2》中，繼續再次引入了《科林·麥克雷》英國拉力賽車手，在游戏里他的个人地位如同真实的比赛來取得冠軍奖杯一样，是车手最高的荣誉，玩家需要贯穿整个游戏进程来取得这份荣誉。

## 遊戲試玩版
首個《科林麥克雷拉力賽：塵埃2》遊戲試玩版是Xbox 360，它在2009年8月20日是透過Xbox 360的Xbox Live Arcade釋出下載。